# Jules Bonnier
Jules Joseph Bonnier (Noord-Templeuve, 31 augustus 1859 - 10 mei 1908) was een Franse zoöloog en carcinoloog. 

## Biografie
Bonnier werd op 31 augustus 1859 geboren in Templeuve-en-Pévèle. Op 17-jarige leeftijd woonde hij een lezing bij van Alfred Giard waardoor hij de keuze nam om zoölogie te studeren. Onder Giard's begeleiding legde hij zich toe op de studie van schaaldieren, en ontwikkelde zich tot een wereldberoemde carcinoloog. Bonnier had ook een passie voor kunst, met name tekenkunst, en genoot ook enige bekendheid om zijn wetenschappelijke illustraties.
Bonnier studeerde 30 jaar lang onder Alfred Giard's begeleiding aan het Laboratorium voor maritieme zoölogie van Wimereux, en in 1900 verdedigde hij zijn proefschrift over Bopyridae. In dit proefschrift vernoemde hij een soort naar Giard, Bopyrina giardi (wat later een synoniem zou worden voor Bopyrina ocellata). Kopieën van dit proefschrift worden bewaard bij de bibliotheek van het Maritiem station Wimereux, en zijn tot op heden nog steeds relevant voor onderzoekers.
Tijdens zijn carrière nam hij deel aan verre expedities: naar de Perzische Golf met Peres en De Gerlache, en de Noordelijke IJszee met Jean-Baptiste Charcot. Tijdens een van deze expedities in 1904 werd Bonnier ziek met een ernstige hersenziekte waarvan hij nooit meer zou herstellen. Bonnier en Giard overleden allebei in 1908, Bonnier op 49-jarige leeftijd, Giard op 62-jarige leeftijd.
Jules Bonnier heeft geen familieband met de botanicus Gaston Bonnier die Alfred Giard opvolgde. Hij is de broer van Louis, Pierre en Charles Bonnier, evenals de oom van de verzetsstrijder Claude Bonnier.

## Naar hem toegewijde taxa
- Nerine bonnieri Mesnil, 1896

Hoewel Félix Mesnil het niet nadrukkelijk meldt, is de soort duidelijk vernoemd naar Jules Bonnier voor zijn hulp aan Mesnil tijdens zijn verblijf op het Maritiem station Wimereux: "Ik kan de kostbare hulp van de heer Jules Bonnier, adjunct-directeur van het laboratorium, niet vergeten, zowel voor het onderzoek van ringwormen als voor het maken van de platen."

## Taxa
Bonnier heeft onder andere de volgende taxa beschreven, vaak in samenwerking met Giard:
- Allokepon hendersoni (Giard & Bonnier, 1888)
- Arcturopsis giardi (Bonnier, 1896)
- Athelges guitarra Giard & Bonnier, 1890
- Athelges prideauxii Giard & Bonnier, 1890
- Belonectes parvus (Bonnier, 1896)
- Cancricepon elegans Giard & Bonnier, 1887
- Cancricepon pilula Giard & Bonnier, 1887
- Cancrion floridus Giard & Bonnier, 1886
- Cancrion miser Giard & Bonnier, 1886
- Clypeoniscus hanseni Giard & Bonnier, 1895
- Clypeoniscus meinerti Giard & Bonnier, 1895
- Desmosoma elongatum Bonnier, 1896
- Entione achaei Giard & Bonnier, 1887
- Entoniscus brasiliensis Giard & Bonnier, 1887
- Entoniscus creplinii Giard & Bonnier, 1887
- Entoniscus muelleri Giard & Bonnier, 1887
- Eurycope complanata Bonnier, 1896
- Gnomoniscus podasconis Giard & Bonnier, 1895
- Grapsicepon edwardsi Giard & Bonnier, 1888
- Ilyarachna polita Bonnier, 1896
- Ione brevicauda Bonnier, 1900
- Ione vicina Bonnier, 1900
- Ionella agassizii Bonnier, 1900
- Janirella nanseni Bonnier, 1896
- Leptanthura affinis (Bonnier, 1896)
- Metacirolana hanseni (Bonnier, 1896)
- Munella danteci Bonnier, 1896
- Munnopsurus atlanticus (Bonnier, 1896)
- Pinnotherion vermiforme Giard & Bonnier, 1889
- Podascon chevreuxi Giard & Bonnier, 1895
- Podascon dellavallei Giard & Bonnier, 1889
- Portunion kossmanni (Giard & Bonnier, 1886)
- Priapion fraissei (Giard & Bonnier, 1886)
- Probopyrus borrei (Giard & Bonnier, 1888)
- Probopyrus brevipes (Bonnier, 1900)
- Probopyrus incertus (Bonnier, 1900)
- Prodajus lobiancoi Bonnier, 1903
- Pseudione dohrni Bonnier, 1900
- Rhopalione incerta (Bonnier, 1900)
- Tylokepon naxiae (Bonnier, 1900)
- Tytthocope beddardi (Bonnier, 1896)

- Bibliothèque nationale de France: cb155729782 (data)
- Stuttgart Database of Scientific Illustrators 1450–1950: 404
- International Standard Name Identifier: 0000 0000 5524 1953
- Nederlandse Thesaurus van Auteursnamen: 129400955
- Système universitaire de documentation: 176014543
- Virtual International Authority File: 44698167
- WorldCat: E39PBJh8PCtKRVHwcF83F6hT73